# 우루무치 항공
우루무치 항공(중국어 간체자: 乌鲁木齐航空, 정체자: 烏魯木齊航空)은 중화인민공화국 신장 위구르 자치구 우루무치시를 중점으로 하는 저비용 항공사다. 중점 공항은 우루무치시에 있는 우루무치 디워푸 국제공항이다.